# Li Čchiang
Li Čchiang (čínsky pchin-jinem Lǐ Qiáng, znaky 李强; * 23. července 1959 Žuej-an) je čínský politik, od března 2023 premiér Čínské lidové republiky. Od října 2022 je členem stálého výboru politbyra ústředního výboru Komunistické strany Číny, sedmičlenného vrcholného vedení strany, v němž je v pořadí druhý.
V minulosti stál v čele měst Jung-kchang a Wen-čou, v letech 2012–2016 byl guvernér provincie Če-ťiang a poté v letech 2016–2017 zastával post stranického tajemníka provincie Ťiang-su. V letech 2017–2022 byl tajemník šanghajského městského výboru Komunistické strany Číny a tedy nejvýše postavený stranický funkcionář v metropoli. Na nejvyšší úroveň vystoupal jako blízký spojenec Si Ťin-pchinga.

## Mládí a vzdělání
Li Čchiang se narodil 23. července 1959 ve Žuej-anu ve východočínské provincii Če-ťiang. V letech 1978–1982 získal bakalářské vzdělání v oboru zemědělské mechanizace na Čeťiangské zemědělské univerzitě ve městě Ning-po. Členem Komunistické strany Číny se stal v roce 1983. V letech 1995–1997 absolvoval kombinované studium oboru management engineering na Čeťiangské univerzitě. V letech 2001–2002 absolvoval roční vzdělávací kurz pro kádry na Stranické škole ústředního výboru Komunistické strany Číny v Pekingu, a zároveň tam v letech 2001–2004 získal magisterské vzdělání v oboru světová ekonomka. V roce 2005 získal titul MBA z Hongkongské polytechnické univerzity.

## Kariéra
Li Čchiang působil jako funkcionář ve výboru Čínské komunistické ligy mládeže (ČKLM) ve čtvrti Sin-čcheng v okrese Žuej-an (1982–1983), a poté jako tajemník žuejanského výboru ČKLM (1983–1984). V letech 1984–1991 působil jako zástupce vedoucího a následně vedoucí odboru podpory venkova na čeťiangském provinčním úřadu pro civilní záležitosti, poté byl v letech 1991–1992 ředitel personálního oddělení úřadu, a následně v letech 1992–1996 byl zástupcem ředitele Úřadu pro civilní záležitosti provincie Če-ťiang.
V letech 1996–1998 zastával post stranického tajemníka města Jung-kchang a člena stálého výboru městské prefektury Ťin-chua. Poté v letech 1998–2000 sloužil jako zástupce ředitele Hlavní kanceláře Lidové vlády provincie Če-ťiang, následně v letech 2000–2002 byl ředitel a stranický tajemník Úřadu pro správu průmyslu a obchodu provincie Če-ťiang. V letech 2002–2004 byl stranickým tajemníkem města, resp. městské prefektury Wen-čou. Poté zastával post generálního tajemníka čeťiangského provinčního výboru KS Číny (2004–2012), tajemníka čeťiangské provinční politické a právní komise (2011–2012) a zástupce tajemníka čeťiangského provinčního stranického výboru (2011–2016). V letech 2004–2007 byl přímo podřízen Si Ťin-pchingovi, který v té době zastával post stranického tajemníka provincie.
Dva měsíce poté, co se Si Ťin-pching stal generálním tajemníkem strany, se Li Čchiang dočkal dalšího povýšení; 21. prosince 2012 byl jmenován úřadujícím guvernérem své rodné provincie Če-ťiang. Shromáždění lidových zástupců provincie Če-ťiang jej poté řádně zvolilo 30. ledna 2013. Ve funkci setrval do 7. dubna 2016, kdy jej nahradil Čche Ťün.
30. června 2016 byl jmenován tajemníkem stranického výboru v provincii Ťiang-su.
V říjnu 2017 byl na XIX. sjezdu Komunistické strany Číny zvolen členem (19.) politbyra ústředního výboru. Krátce poté, 29. října 2017, byl jmenován tajemníkem šanghajského městského výboru Komunistické strany Číny. Li ve funkci nahradil Chan Čenga, a stal se tak nejvýše postaveným stranickým hodnostářem v Šanghaji. Ve funkci stranického tajemníka provincie Ťiang-su jej zároveň nahradil Lou Čchin-ťien.
Na XX. sjezdu KS Číny v říjnu 2022 se stal členem stálého výboru politbyra ústředního výboru. V tomto úzkém, sedmičlenném vedení strany zaujímá v pořadí druhé místo, což naznačuje, že by se v březnu 2023 mohl stát příštím premiérem, resp. předsedou Státní rady. 28. října 2022 jej ve funkci stranického tajemníka Šanghaje nahradil dosavadní starosta Pekingu Čchen Ťi-ning.